# Дефенсорес Унидос
Футболен клуб Атлетико Дефенсорес Унидос (известен само като: Дефенсорес Унидос, букв. обединени защитници) е аржентински футболен клуб от Вила Фокс област Зарате, Буенос Айрес. Отборът играе в четвъртия ешелон на Аржентинската футболна лига, Премиера C Метрополитана.

## Титли
- Премиера C Метрополитана: 1

1993
- Премиера D Метрополитана: 2

1969, 2007-08

## Известни играчи
- Серхио Гойкоечеа